# Wu Weifeng
Dans ce nom chinois, le nom de famille, Wu, précède le nom personnel.
Pour les articles homonymes, voir Wu.
Wu Weifeng (en chinois : 呉衛鳳), née le 5 août 1966 dans la province d'Anhui, est une judokate chinoise. 

## Carrière
Wu Weifeng remporte la médaille de bronze dans la catégorie des moins de 72 kg les Championnats du monde de judo 1989 à Belgrade. Elle obtient dans la même catégorie la médaille d'argent aux Jeux asiatiques de 1990 à Pékin.